# 知久平城
知久平城（ちくだいらじょう）は、長野県飯田市下久堅知久平にあった日本の城。標高438メートルにある。飯田市指定史跡。

## 概要
鎌倉時代に伊那伴野荘の地頭として伊那郡阿島（喬木村）に居館を構えた知久氏が天竜川右岸の河岸段丘上に築城したが、室町時代中期に要害を求め、新たに神之峰城を新築して拠点を移し、知久平城にはその庶流が残った。天正壬午の乱後に徳川氏家臣の菅沼定利が普請し、その縄張が反映されおり、現在の城跡はその時代のものである。
城の南北は知久沢川と塩沢川の渓谷によって阻まれ、また対岸の河岸段丘上には松尾城・鈴岡城を望む。城跡の麓には 知久十八ヶ寺と称する寺庵跡がある。
中心部は主郭とそれを取り囲む3つの郭から構成され、主郭は上段の北西端に位置し、廓の周囲には土塁が残っている。北西方には突き出した尾根があり、その尖端に小規模な郭がある。南方と東方にもそれぞれ廓が設けられており、これらの郭と主郭は土橋で連絡している。